# St. Coloman (Schwangau)

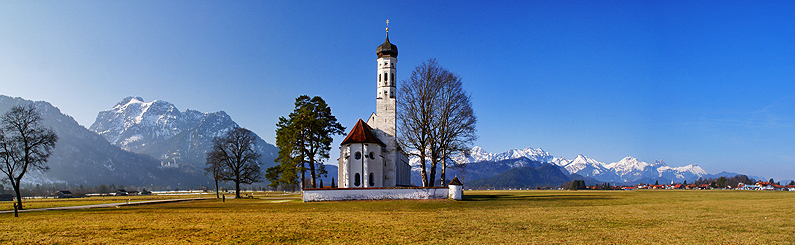
St. Coloman, im Hintergrund Schloss Neuschwanstein

Die barocke Colomanskirche liegt bei Schwangau in Bayern. Sie entstand in ihrer heutigen Form im 17. Jahrhundert auf einem Vorläuferbau, der zu Ehren des heiligen Koloman errichtet wurde. Der irische Pilger soll im Sommer 1012 bei seiner Pilgerreise ins Heilige Land an dieser Stelle gerastet haben.
Die Kirche ist wegen ihrer Lage am Fuß der Schwangauer Berge und der Nähe zum weltbekannten Schloss Neuschwanstein eine der bekanntesten Sehenswürdigkeiten Bayerns.

## Lage

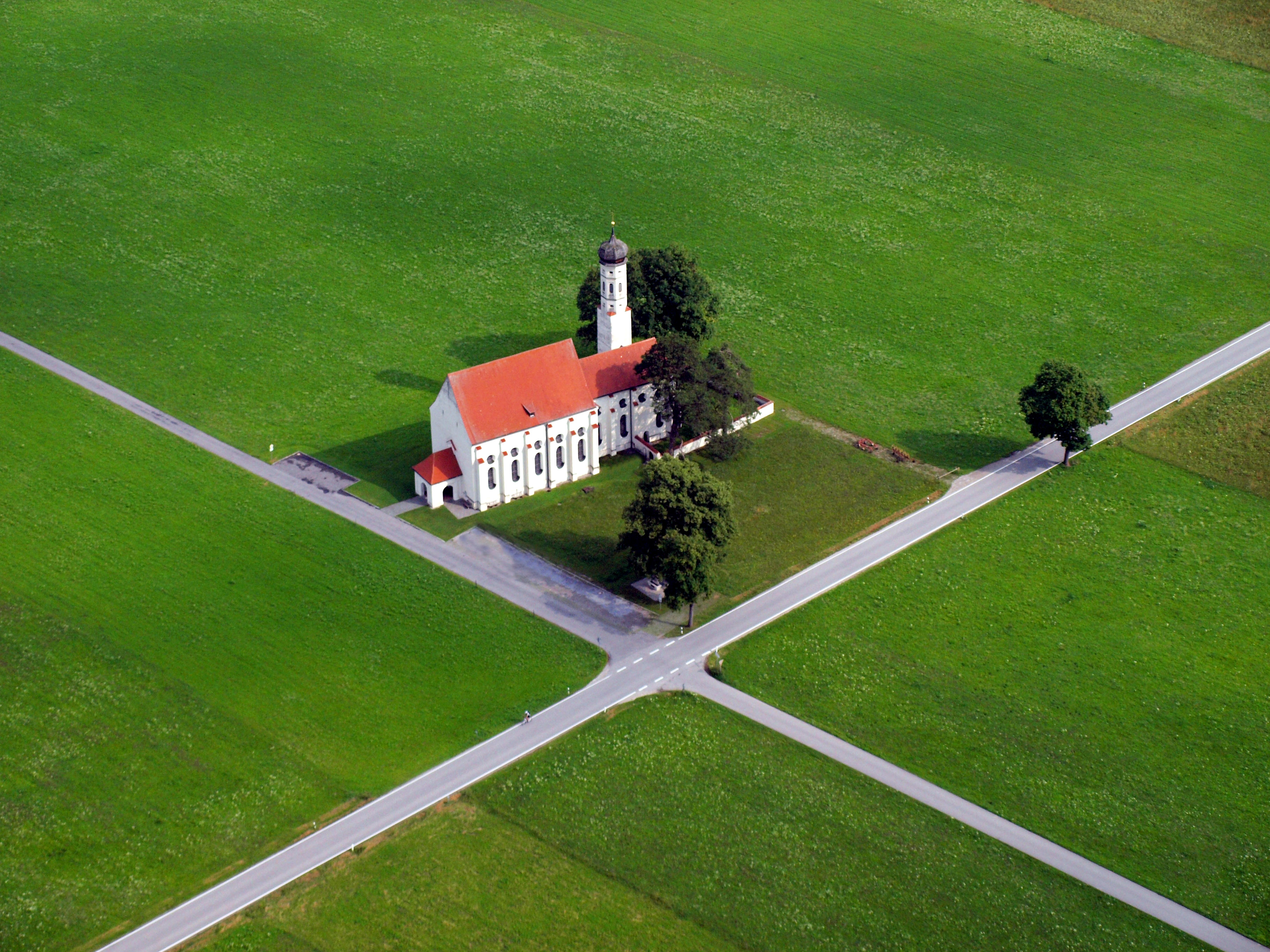
Luftaufnahme

Die Kirche liegt östlich von Schwangau auf freiem Feld an der Colomanstraße, die wenige 100 Meter weiter östlich von der Bundesstraße 17 abzweigt und in südlicher Richtung nach Hohenschwangau führt. Durch ihre exponierte Lage ist sie von Weitem sichtbar vor dem Hintergrund der Schwangauer Berge und dem Schloss Neuschwanstein.

## Geschichte
An der Stelle der heutigen Kirche stand ursprünglich eine kleine Feldkapelle, die wohl auf das 15. Jahrhundert zurückging. Unter dem Füssener Maurermeister Hieronymus Vogler begann 1673 der Neubau des erhaltenen Gotteshauses. Bereits 1671 hatte der Wessobrunner Stuckator Johann Schmuzer einen Bauentwurf vorgelegt, nach dem die Bauarbeiten ausgeführt wurden. Der Bau war 1678 abgeschlossen. 1682 entstand noch der Turm an der Westseite des Langchores. Die Weihe erfolgte erst 1685 zusammen mit Schmuzers Frau-am-Berg Kirche in Füssen. Das Vorzeichen (Vorbau vor der Fassade) kam 1714 hinzu. 1719 wurde eine erste Renovierung der Wallfahrtskirche durchgeführt. Weitere Erhaltungsmaßnahmen sind aus den Jahren  1836/1837, 1953 und 1977 (Außensanierung) überliefert.
Seit dem 15. Jahrhundert fanden zur Colomanskirche und ihrer Vorgängerkapelle Wallfahrten statt, die ihren Höhepunkt im 17./18. Jahrhundert hatten. Heute findet noch jedes Jahr im Oktober das Colomansfest mit Colomansritt statt.

## Architektur

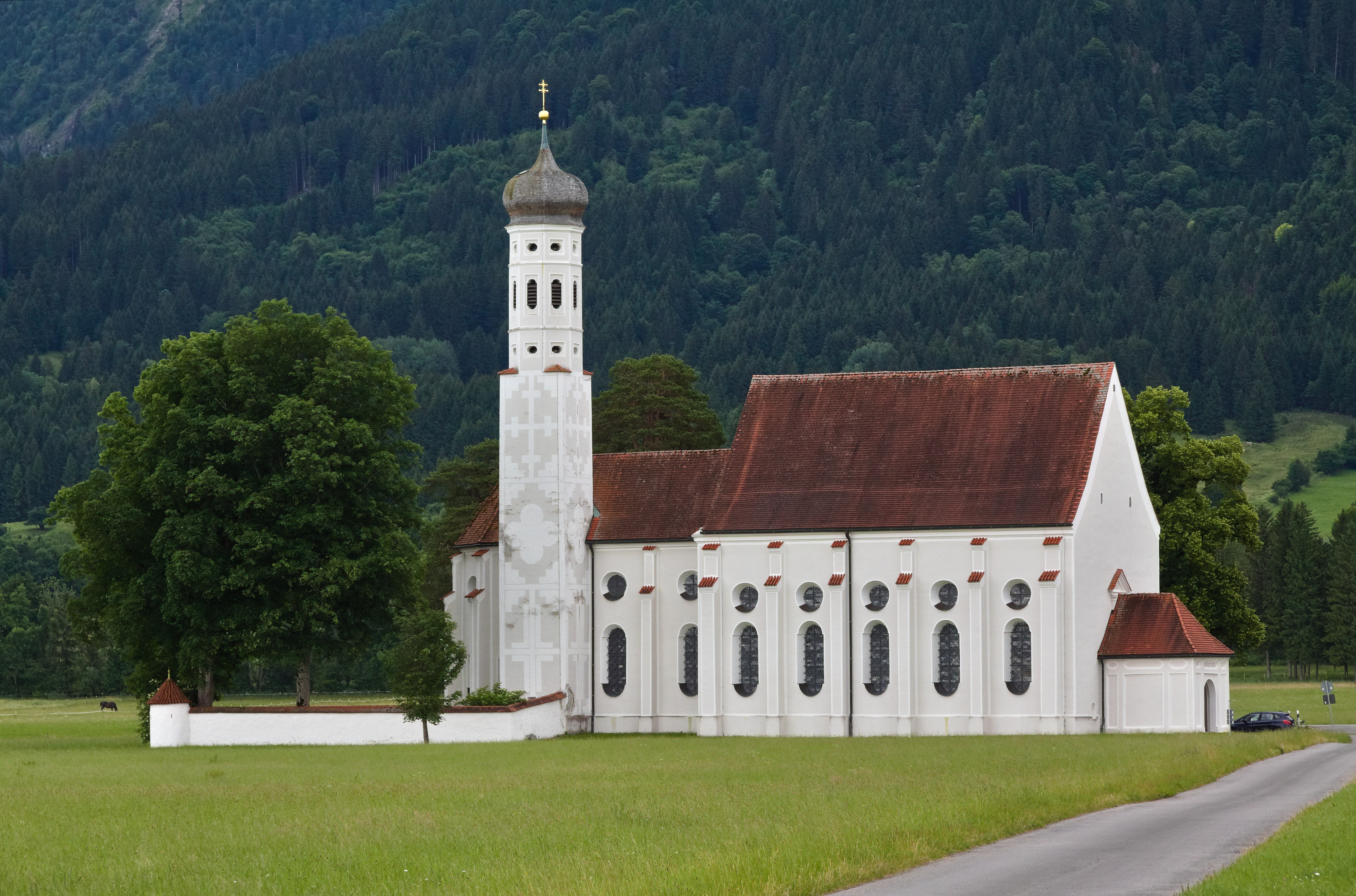
Ansicht von Nordwesten

Die gestuften Strebepfeiler erwecken den Eindruck eines barockisierten spätgotischen Baukörpers, der jedoch tatsächlich erst in der Barockzeit entstand.  Der mittelalterliche Eindruck wird durch die niedrige Mauer (1684) um den ehemaligen Pestfriedhof von 1635/1636 verstärkt. Der östlich des Gotteshauses gelegene Gottesacker ist im Nordosten durch ein kleines Rundtürmchen bewehrt.
Der lang gestreckte Außenbau wird durch die Strebepfeiler und doppelte Fensterreihen gegliedert. Der Chor ist stark eingezogen, also schmäler als das Langhaus, das von einem ziegelgedeckten Satteldach abgeschlossen wird. Das Chordach ist um etwa ein Drittel erniedrigt. Der eigentliche Chor schließt gerade. In seiner Flucht ist die dreiseitig geschlossene Sakristei angefügt, so dass der Chorbau ungewöhnlich langgestreckt erscheint. Der hohe Turm trägt eine Zwiebelhaube unter dem Achteck des Obergeschosses. Der Unterbau ist quadratisch und wird nur durch schmale Lichtschlitze unterbrochen.
Das Langhaus umfasst fünf Joche, die von einer Stichkappentonne überspannt werden. Zwischen den Fenstern gliedern Pilaster die Wände. Ein kräftiges Gesims trennt die oberen Rundfenster von den ovalen Fenstern unterhalb.

## Ausstattung

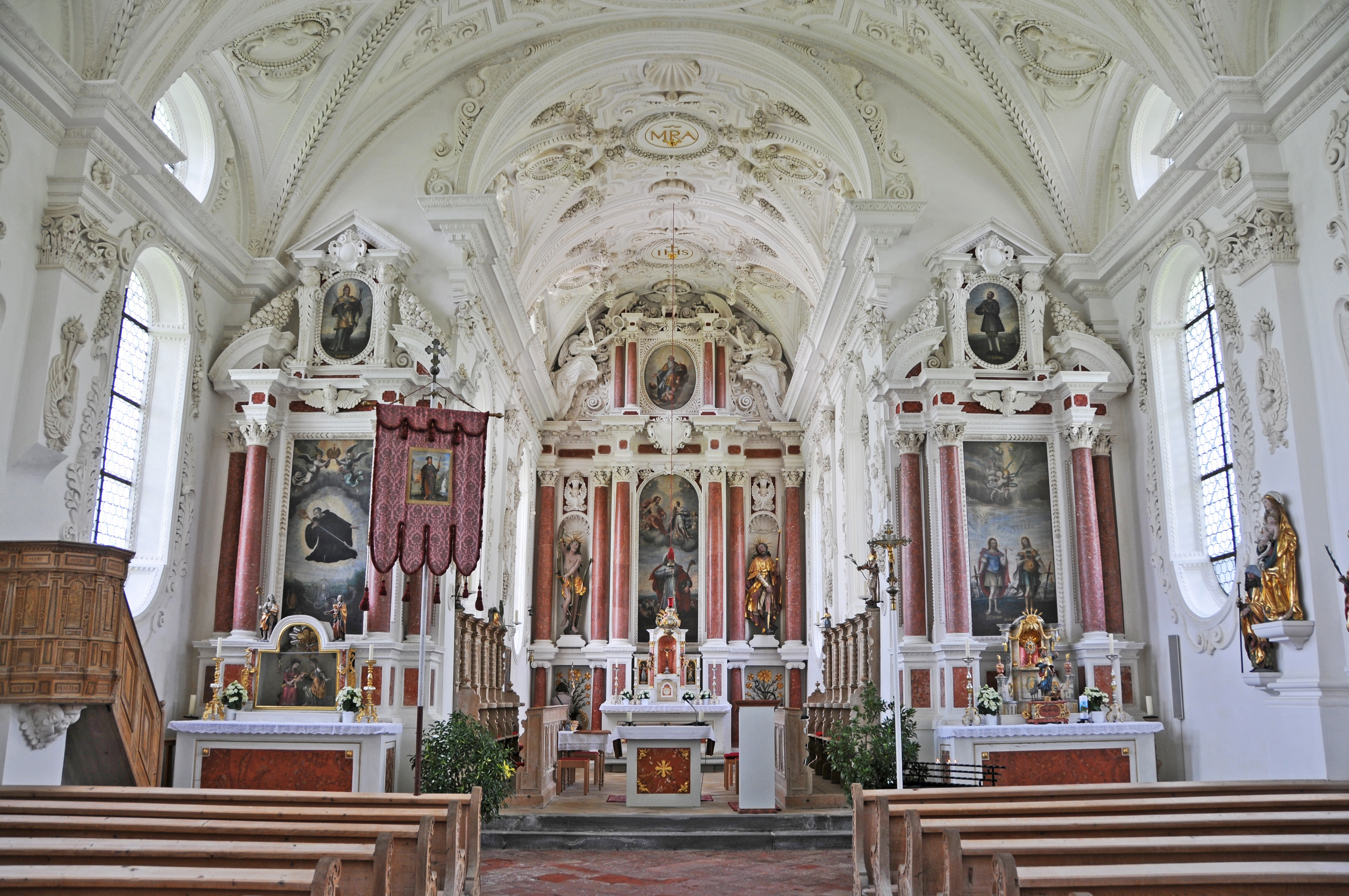
Innenansicht zum Chor

Die reiche Stuckdekoration Johann Schmuzers überzieht Decken und Wände. Man erkennt Fruchtgehänge, Engel, Muschel- und Blattwerkdekorationen. Die Stuckmarmoraltäre des Wessobrunner Meisters sind in Rot und Weiß gehalten. Sie übernehmen die Dekorationsformen der Stuckaturen und verschleifen so den Übergang zwischen Langhaus und Chorraum.
Der mächtige Hochaltar mit seinem dreifachen Säulenaufbau trägt ein gemaltes Altarblatt mit der Darstellung des hl. Coloman mit der Hl. Dreifaltigkeit (Bartholomäus Bernhardt). Die Nebenaltäre entsprechen in ihrem Aufbau dem Hauptaltar. Die Altarblätter Bernhardts zeigen im Norden die Glorie des hl. Magnus, im Süden die hll. Cosmas und Damian. Der ungefasste (unbemalte) Kanzelkorb stammt aus der Erbauungszeit. Als Schöpfer ist Georg Fischer überliefert.